# Charlie Nelson
Charlie Nelson est un comédien français.

## Biographie
Charlie Nelson a suivi les cours du Conservatoire national supérieur d'art dramatique de 1975 à 1978 après ses débuts au théâtre en 1973.
Sa carrière concerne à la fois le théâtre, le cinéma et la télévision.

## Filmographie partielle

### Cinéma
- 1977 : Les Loulous de Patrick Cabouat : Dédé
- 1977 : Dernière Sortie avant Roissy de Bernard Paul
- 1982 : Le Jeune Marié de Bernard Stora
- 1983 : La Crime de Philippe Labro : un tueur
- 1984 : L'Addition de Denis Amar : Bok
- 1984 : Rive droite, rive gauche de Philippe Labro
- 1988 : Poker de Catherine Corsini : Maurice
- 1992 : Loin du Brésil de Tilly
- 1993 : Cible émouvante de Pierre Salvadori : Dremayn
- 1994 : La Reine Margot de Patrice Chéreau : Commis Rene
- 1997 : Le Bossu de Philippe de Broca : Esope
- 2002 : L'Homme du train de Patrice Leconte : Max
- 2002 : Rue des plaisirs de Patrice Leconte : le client catapulté
- 2005 : Enfermés dehors d'Albert Dupontel
- 2013 : Marius de Daniel Auteuil : le second de La Malaisie
- 2014 : Tiens-toi droite de Katia Lewkowicz : le père de Lili
- 2014 : Diplomatie de Volker Schlöndorff : le concierge
- 2020 : Comment je suis devenu super-héros de Douglas Attal : ancien patron Braséro
- 2020 : De nos frères blessés de Hélier Cisterne : René Coty
- 2022 : Mascarade de Nicolas Bedos : l'avocat général
- 2023 : Une année difficile de Olivier Nakache et Éric Toledano : le juge
- 2024 : Le Fil de Daniel Auteuil : l'antiquaire
- 2024 : En fanfare d'Emmanuel Courcol : Jean-Claude
- 2024 : Jamais sans mon psy d'Arnaud Lemort : Hervé

### Télévision
- 1978 : Médecins de nuit de Philippe Lefebvre : Gérard (saison 1, épisode 1 : Michel)
- 1980 : La Traque : le voyou donneur à Lille (épisode 1 : Modus Operandi)
- 1981 : Messieurs les jurés de Jacques Krier : Marc Bernay (saison 8, épisode 2 : L'Affaire Bernay)
- 1982 : Paris-Saint-Lazare de Marco Pico  : Jean-Louis
- 1982 : Cinéma 16 : L'enfant et les magiciens : Frédo
- 1992 : Navarro : Stéphane Istrati (saison 4, épisode 4 : Mort d'un témoin)
- 2002 : Commissaire Moulin : Nilanski (saison 6, épisode 3 : Sale bizness)
- 2003 : Ainsi soient-ils : Monsieur Vautrot (saison 3, épisodes 2 et 3)
- 2004 : L'Insaisissable d'Élisabeth Rappeneau : Guy Panet
- 2008 : Guy Môquet, un amour fusillé de Philippe Bérenger : le sous-préfet Lecornu
- 2010 : Contes et nouvelles du XIXe siècle de Jean-Charles Tacchella : Monsieur Moche (saison 6, épisode 2 : L'Écornifleur)
- 2012 : La Mer à l'aube de Volker Schlöndorff : Victor Renelle
- 2017 : Manon 20 ans de Jean-Xavier de Lestrade : François Losmel
- 2020 : Balthazar : Gilbert Lebrun (saison 3, épisode 4 : Contre tous)
- 2022 : Alex Hugo d'Olivier Langlois : Claude Ragin (saison 9, épisode 2 : La part du diable)
- 2025 : La Rebelle : Les Aventures de la jeune George Sand de Rodolphe Tissot : le juge Prévost (épisode 4 : Un procès pour l'histoire)